# Porsche 911
Porsche 911 és un automòbil esportiu fabricat per l'empresa alemanya Porsche des de l'any 1964. La primera generació va ser presentada al Saló de l'Automòbil de Frankfurt, el 12 de setembre de 1963, pensat com el substitut del Porsche 356. El prototip va ser denominat «Porsche 901», però una demanda de Peugeot va fer que el nom comercial es canviés a 911.
A través d'aquests anys, el 911 ha passat per diverses regeneracions que l'han canviat moltíssim. De tota manera, moltes de les característiques del model original es conserven, com la seva configuració «tot enrere» (motor posterior i tracció posterior), la seva carrosseria «cupè fastback», el motor de sis cilindres bóxer i un interior amb configuració 2 +2 places.

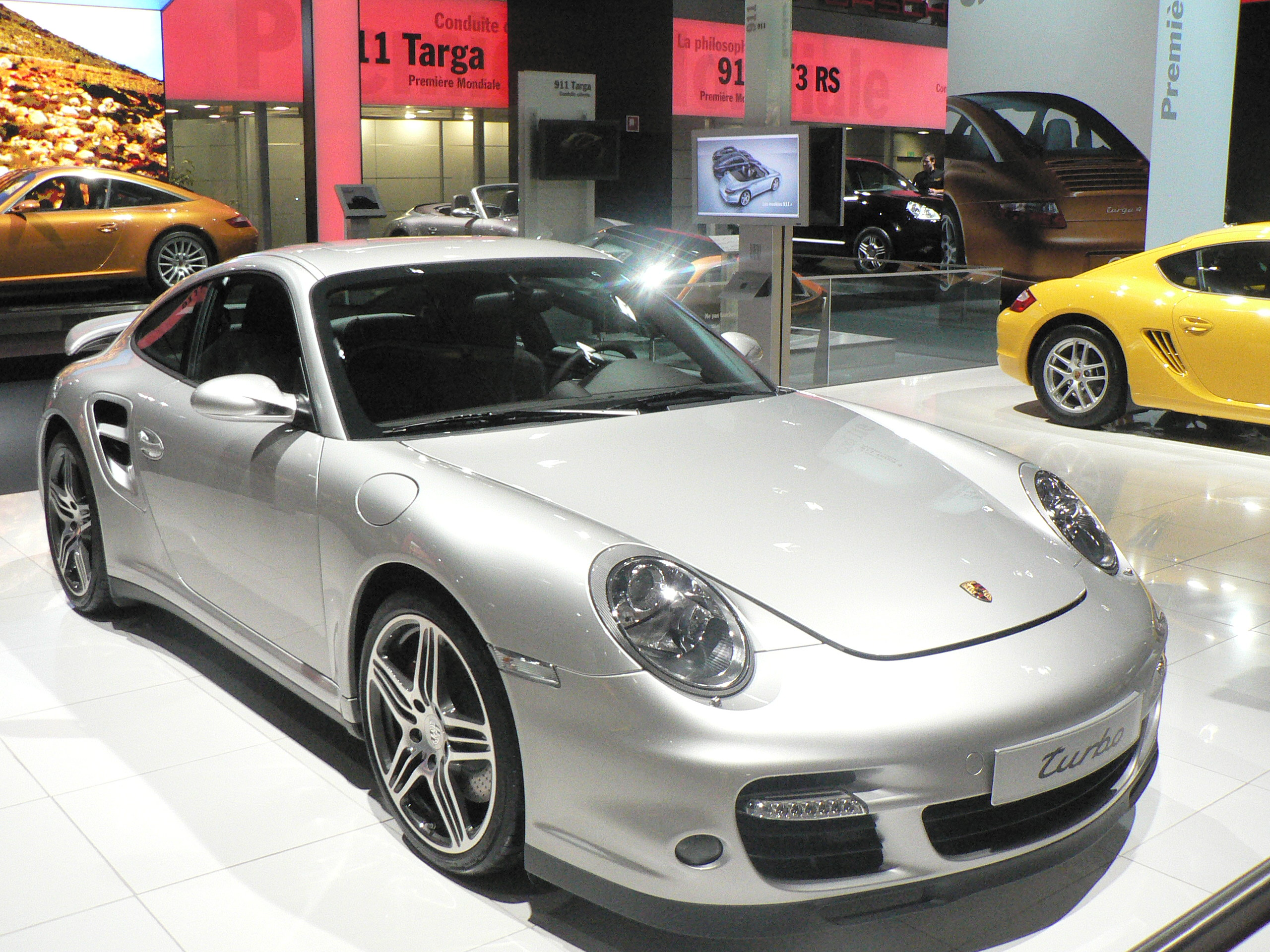
997 Turbo

Hi ha set generacions del 911, que van ser posades a la venda en els anys 1964, 1989, 1993, 1998, 2004, 2011 i 2019, es distingeixen pel seu codi de projecte: 901, 964, 993, 996, 997, 991 i 992

## Història

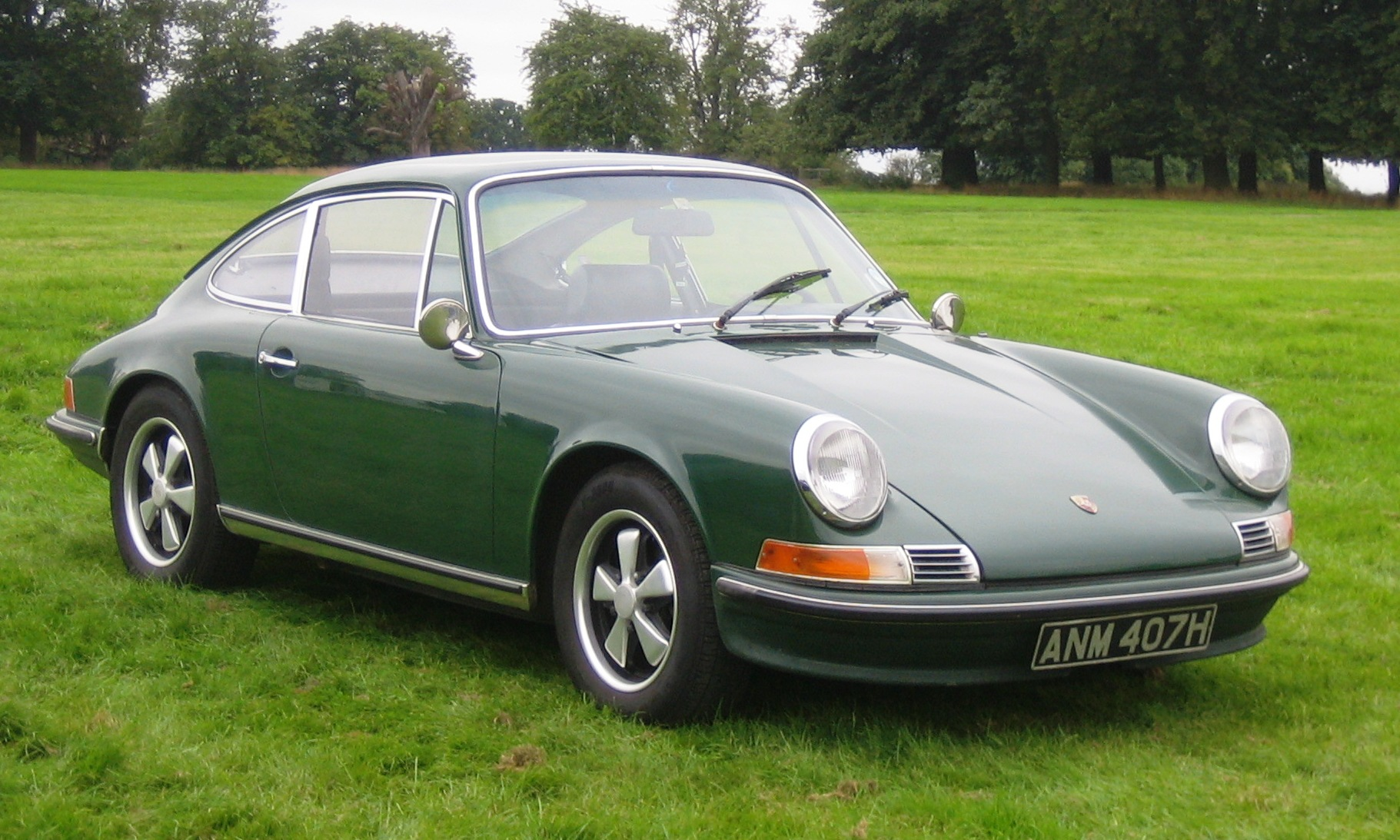
Porsche 911 de 1969

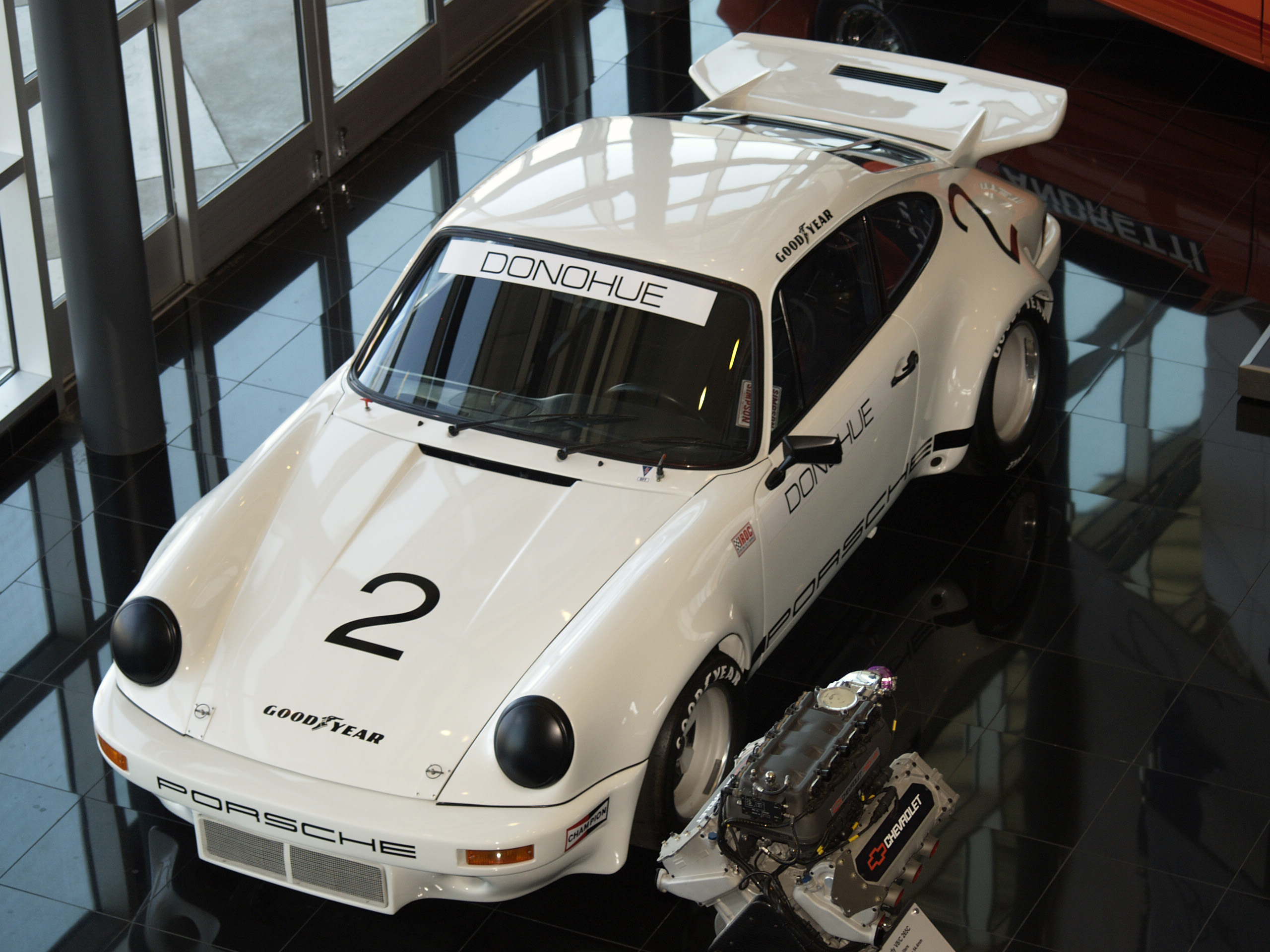
Porsche 911 Carrera RSR de Mark Donohue.

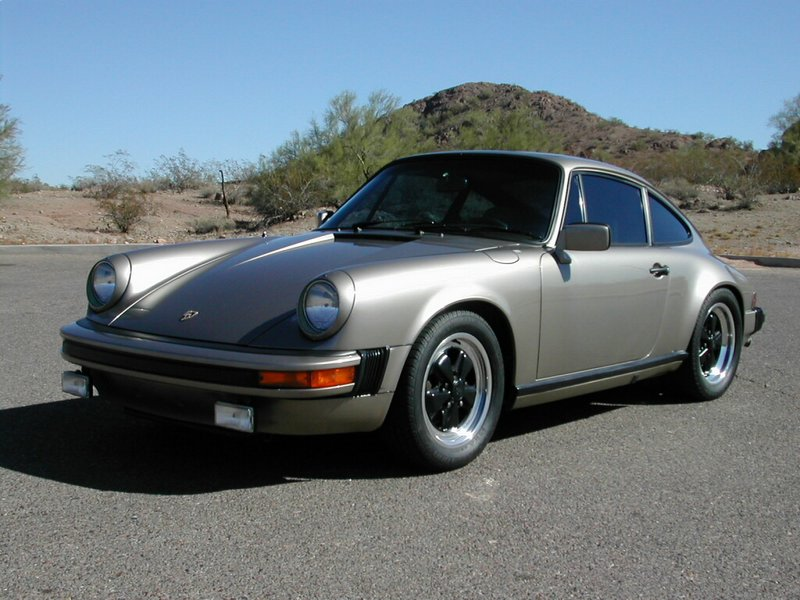
Porsche 911 SC de 1981.

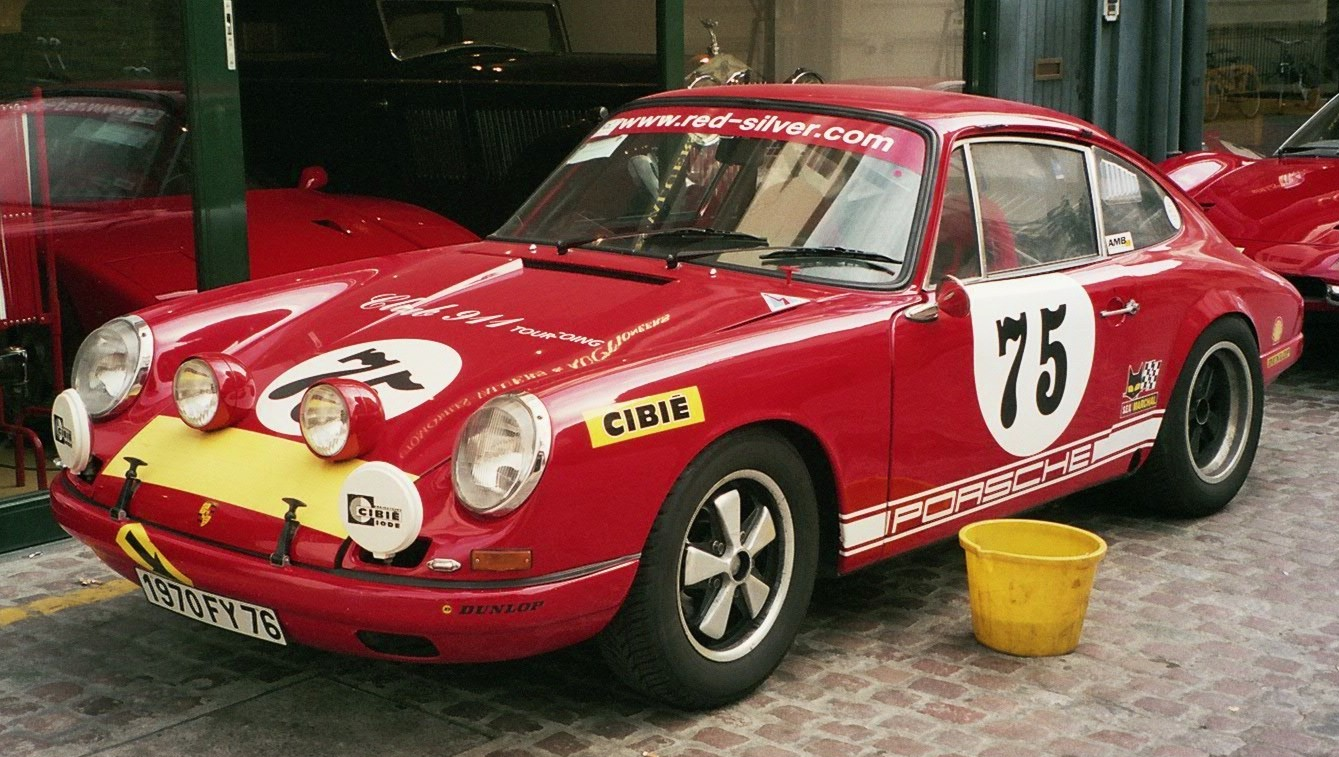
Un Porsche 911 amb la seva típica configuració.

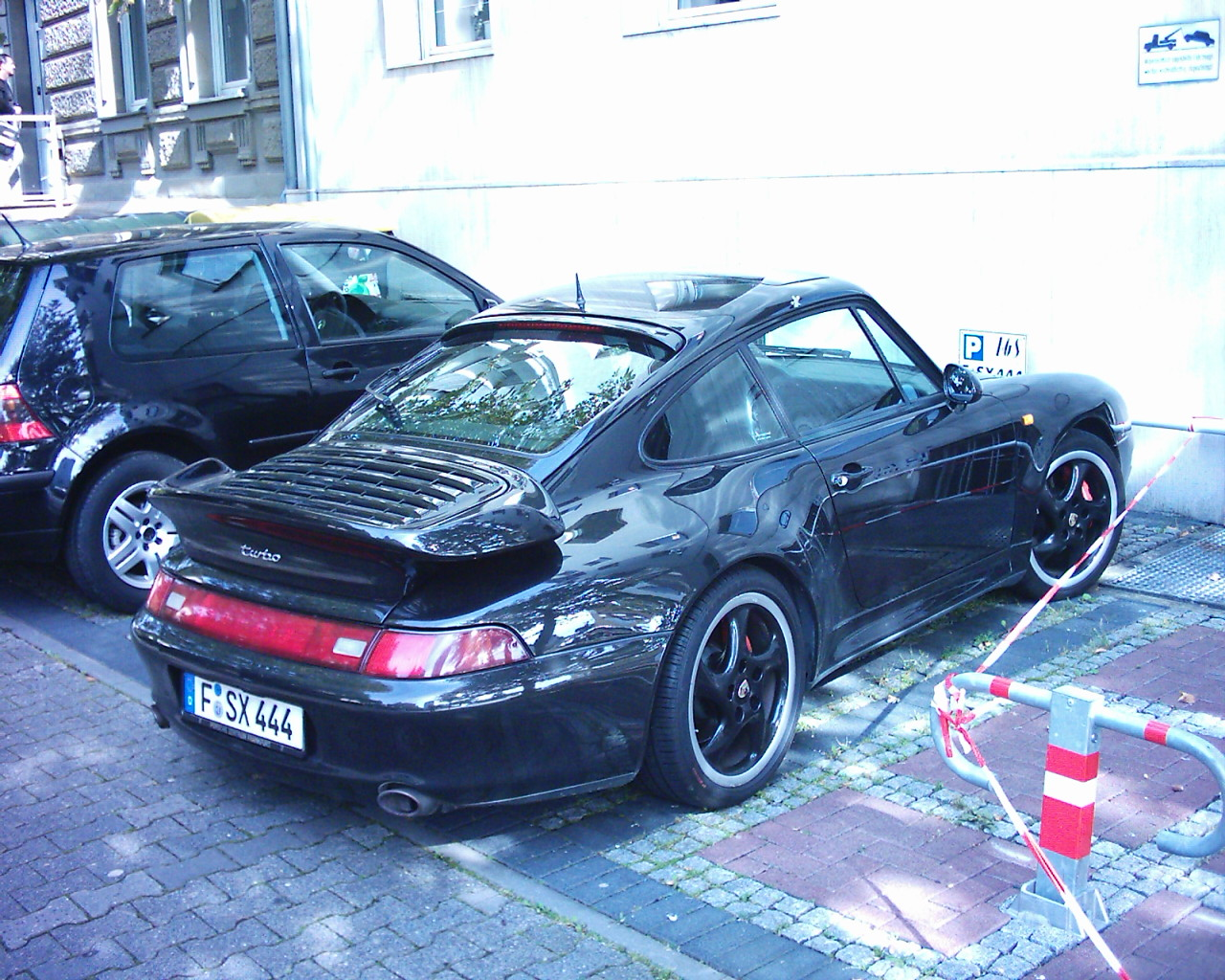
Porsche 911/993 Turbo de 1994.

Des de la fundació de Porsche, l'empresa només fabricava un model, el Porsche 356. Encara que fos un cotxe notable, la veritat era que el model (basat en el projecte del Volkswagen Tipus 1) començava a demostrar senyals de cansament al voltant del final dels anys 1950. Així, en aquest període i al mateix temps que invertia en les futures línies 356 B i C, Porsche va començar el desenvolupament d'un model íntegrament nou.
Per tractar-se d'una empresa petita en l'època, Porsche va portar molt seriosament el desenvolupament del successor del seu principal (i única) línia d'automòbils, sabent que un fracàs podria posar en dificultats a l'empresa. Així, entre 1959 i 1961 diversos models van ser produïts. El model 695 T-7, de 1961, es va mostrar el més prometedor d'ells, producte dels esforços de Ferdinand Alexander "Butzi" Porsche i Erwin Komenda. Fins i tot s'explica que l'elecció de la fàbrica de carrosseries Reutter va ser, principalment, per evitar conflictes entre Butzi i Komenda.
Inicialment planejat com una línia addicional, per poc no va ser direccionat a la veta de mercat ocupada pels sedans Mercedes-Benz. Amb entre-eixos 100 mm més llargs que els del 356, el 695 era pràcticament un quatre places, amb un motor planejat de sis cilindres, la mateixa estructura del 356 i la carrosseria bàsica del que vindria a ser el 911, però amb la part posterior molt diferent (el cotxe era, bàsicament, un sedán, quedant-se entre la configuració 2 +2 i quatre places). Els motors provats van ser els del 356 Carrera 2 (Type 587/1) i el més complex Type 745, un sis cilindres de 2,0 L., una mica diferent del motor del "901" desenvolupat posteriorment.
Quan Ferry Porsche va percebre que la millor aposta seria realment un fastback 2 +2 per substituir al 356 en la mateixa veta d'aquest, Butzi Porsche va redissenyar la part posterior del prototip, donant origen al model 901. Amb suspensió davantera McPherson, completament nova, frens de disc a les quatre rodes (com el 356 C) i suspensió del darrere lleugerament millorada en relació amb el 356, el cotxe era, per a tots els efectes, el 911 finalitzat.
En ser presentat en el Saló de l'Automòbil de Frankfurt el 1963, el cotxe va ser un èxit immediat. No obstant això, en una història àmpliament coneguda en el medi automobilístic, Peugeot va aconseguir fer a Porsche canviar el nom del cotxe, al·legant que posseïa els drets dels noms de vehicles compostos per tres xifres amb un zero al mig. Així, canviant només un nombre, Porsche creava un model que l'acompanyaria fins avui.
Alguns models encara amb la designació 901 van arribar a ser produïts, i són ben rars actualment. No obstant això, des de 1964 en endavant, tot i que canviava la designació interna (d'on venien els noms fins aleshores, com "356", "695" o encara "901"), els diferents models de la categoria van continuar anomenant-se 911, i les formes traçades en els dissenys de la dècada dels anys 1960, encara que recorden els 356 (i encara del Fusca) van romandre com a identificador màxim de la línia i de la resta de la marca. Només cal observar el més recent model Cayenne, que encara que sigui un SUV (vehicle esportiu utilitari), és fàcilment recognoscible com un Porsche.
En el llibre i la pel·lícula de New Moon de la saga Crepuscle fa una referència al Porsche 911 Turbo que Edward li regala a Alice per tenir cura de Bella en les seves absències.

## Nomenclatura 911
No tots els models Porsche 911 produïts s'esmenten aquí. La llista dels models es caracteritzen pel seu paper en els avanços de la tecnologia i la seva influència en altres vehicles de Porsche.
El cotxe sempre ha estat i és venut com a 911, encara que va usar el codi intern, també van existir variacions híbrides en l'època dels vuitanta
 'Motors refrigerats per aire atmosfèrics (1963-1997)':
- Porsche 911 (1963-1974).
- Porsche 911 (G-Model)(1974-1989).
- Porsche 911 turbo /930 (1974-1989).
- Porsche 911/964 (1988-1993).
- Porsche 911 turbo/965 (1991-1993).
- Porsche 911/993 (1993-1998).

 'Motors refrigerats per aigua atmosfèrics (1998-2016)':
- Porsche 911/996 (1997-2005).
- Porsche 911/997 (2004-2012).
- Porsche 911/991 (2011-2016).

 'Motors refrigerats per aigua turbocomprimits (2016-present)':
- Porsche 911/991 II (2016-present).

«Carrera", «GT3», «GT2», «Turbo», etc, fan referència a l'acabat específic del model, ja que tots són 911. Per exemple, «Porsche 911 Turbo».
La sèrie carta (A, B, C, etc.) és utilitzada per Porsche per indicar la revisió de la producció d'automòbils, sovint, per reflectir els canvis per al nou any del model. La primera són els models 911 «un seguit», els primers 993 són els cotxes «sèrie R».

## Evolució
- Porsche 911 2.0 (1963-1969).
- Porsche 912 (1965-1969).
- Porsche 911 2.2 (1969-1971).
- Porsche 911 2.4 (1972-1973).

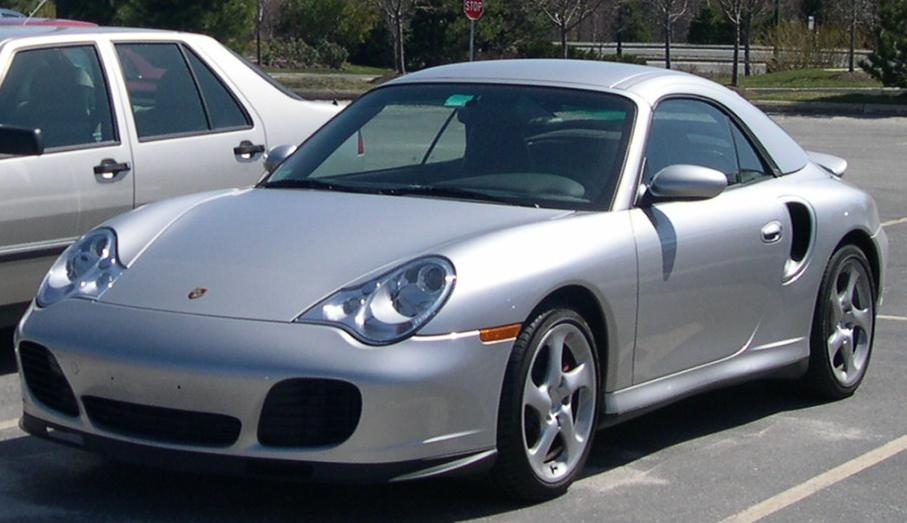
Porsche 911/996 Turbo cabriolet de 2003.

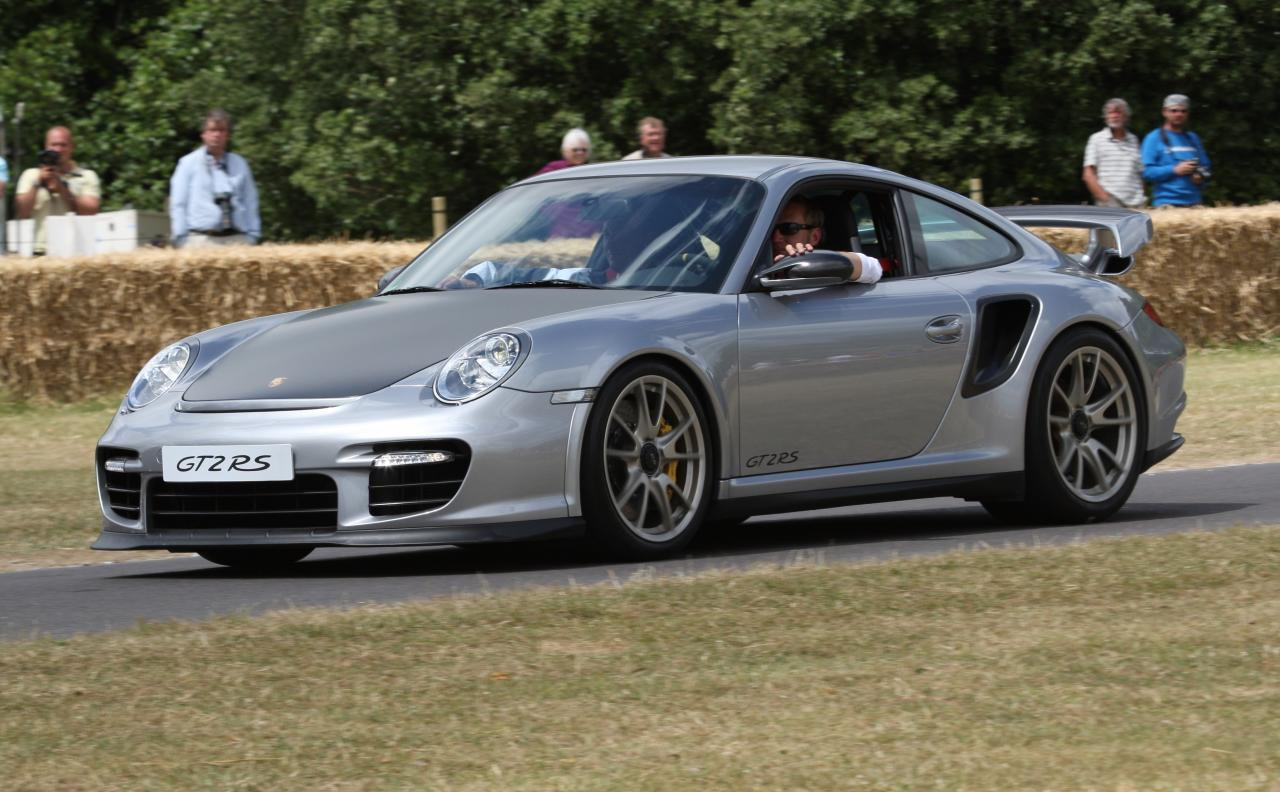
Porsche 911/997 GT2 RS de 2010.

- Porsche 911 2.7 Carrera RS (1973).
- Porsche 911 2.7 (1974-1977).
- Porsche 911 Turbo 3.0 (1974-1977).
- Porsche 912E (1975-1976).
- Porsche 911 SC (1977-1983).
- Porsche 911/930-60 Turbo 3.3 (1975-1989).
- Porsche 911/935 Carrera 3.2 (1983-1989).
- Porsche 911/964 (1988-1993).
- Porsche 911/964 Turbo 3.3/Turbo 3.6 (1990-1994).
- Porsche 911/993 (1993-1998).
- Porsche 911/993 Turbo (1995-1998).
- Porsche 911/996 (1997-2005).
- Porsche 911/996 Turbo / Turbo S (2000-2005).
- Porsche 911/997 Carrera / S (2004-2012).
- Porsche 911/997 Carrera 4 (2005-2012).
- Porsche 911/997 Turbo (2006-2012).
- Porsche 911/997 Targa / Targa 4 (2006-2012).
- Porsche 911/997 GT3 / RS (2006-2012).
- Porsche 911/997 GT2 (2007-2012).
- Porsche 911/997 Turbo S (2010-2012).
- Porsche 911/997 GT2 RS (2010-2012).
- Porsche 911/997 Carrera GTS (2010-2012).
- Porsche 911/991 Carrera / Carrera S (2011-2018).
- Porsche 911/992 Carrera S (2019- actualitat)

## Porsche 911 GT1
El Porsche 911 GT1 és un automòbil de competició dissenyat per a la classe GT1 d'esportius, però també va tenir la seva versió de carrer anomenat 911 GT1 Straßenversion. El seu successor, el Carrera GT, automòbil superesportiu amb carrosseria descapotable de dues portes i dues places, va ser designat com el cotxe més ràpid de l'any 2005.

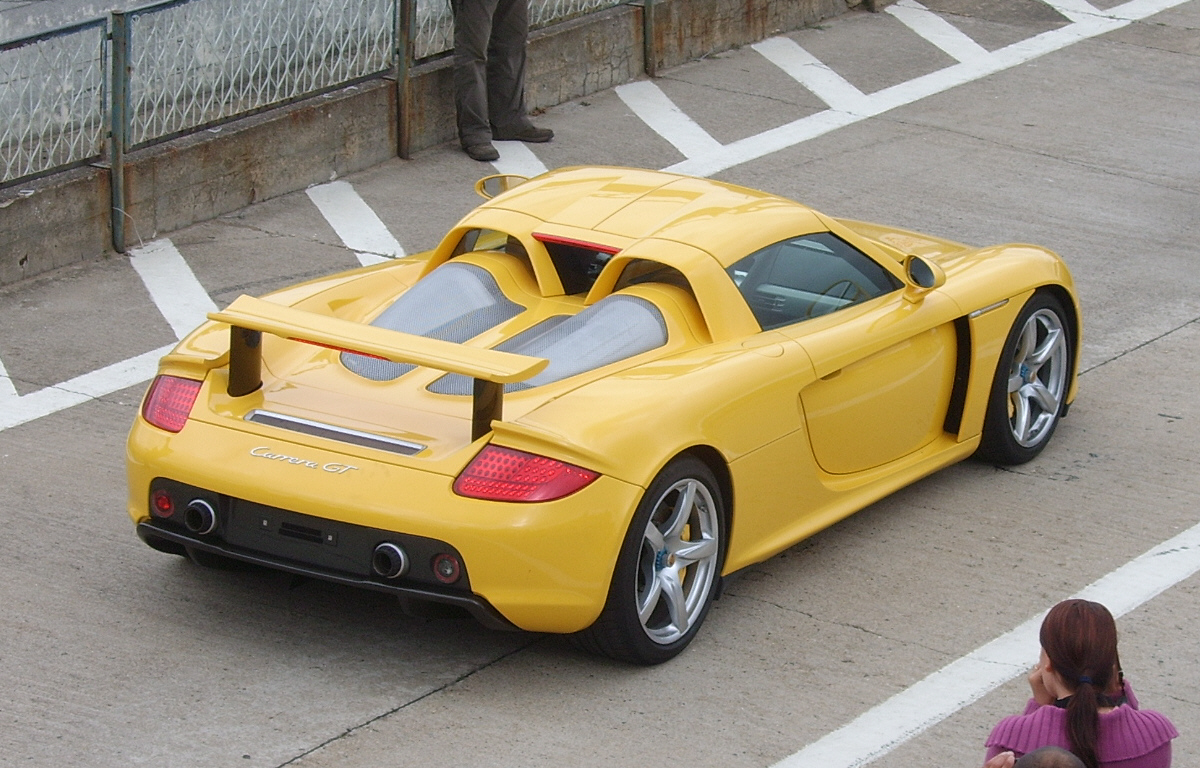
Cua de balena en un Carrera GT.

Es coneix com a «cua de balena» (whale tail) a un determinat disseny d'aleró del darrere que va ser introduït el 1974 en el Porsche 911 Turbo (930). Porsche Carrera GT i Saab 900), Classic Saab Whale Tail restoration], lloc web de Saab Commemorative Edition i d'altres vehicles.